# Pteris limae
Pteris limae é uma espécie de planta do gênero Pteris e da família Pteridaceae.

## Taxonomia
A espécie foi descrita em 1932 por Alexander Curt Brade.

## Forma de vida
É uma espécie terrícola e herbácea.

## Descrição
| Folha                                         | Folha                                   |
| --------------------------------------------- | --------------------------------------- |
| base da cóstula adaxial                       | sem/apêndice                            |
| lâmina                                        | 1 ou 2 pinado pinatifida à pinatissecta |
| número de aréolas entre 2 cóstulas adjacentes | 3/4                                     |
| pinas basais                                  | furcada                                 |
| pinas medianas                                | pinatifida                              |
| raque                                         | não/alada                               |
| venação                                       | areolada                                |
| Esporângio                                    |                                         |
| indúsio                                       | presente/falso                          |
| Esporo                                        |                                         |
| tipo                                          | trilete                                 |

## Conservação
A espécie faz parte da Lista Vermelha das espécies ameaçadas do estado do Espírito Santo, no sudeste do Brasil. A lista foi publicada em 13 de junho de 2005 por intermédio do decreto estadual nº 1.499-R.

## Distribuição
A espécie é encontrada nos estados brasileiros de Bahia, Espírito Santo e Rio de Janeiro.
Em termos ecológicos, é encontrada no domínio fitogeográfico de Mata Atlântica, em regiões com vegetação de floresta ombrófila pluvial.